# Folonzo
Folonzo est un village du département et la commune rurale de Niangoloko, situé dans la province de la Comoé et la région des Cascades au Burkina Faso.

## Géographie
Population :
- 2003 : 1 618 habitants[1]
- 2006 : 1 997 habitants (RGPH)

## Éducation et santé
Le village accueille un centre de santé et de promotion sociale (CSPS) tandis que le centre hospitalier régional (CHR) se trouve à Banfora.